# Kópháza
Kópháza est un village et une commune du comitat de Győr-Moson-Sopron en Hongrie.

## Personnalités liées à la commune
- Paul Prets (1919-1996), résistant franco-hongrois, Compagnon de la Libération.